# Jürgen Kohler
Jürgen Kohler (født 6. oktober 1965) er en tidligere tysk fodboldspiller, der i perioden 1986-1998 opnåede ikke mindre end 105 landskampe og 2 scoringer. På klubplan var han tilknyttet de tyske klubber SV Waldhof Mannheim, FC Köln, Bayern München og Borussia Dortmund, hvor han sluttede sin aktive karriere i 2002. Han har også spillet for italienske Juventus. Fra 2003 til 2004 var Kohler sportsdirektør i Bayer Leverkusen og fra 2005 til 2006 var han kortvarigt træner for MSV Duisburg.